# تونی برن (ورزشکار)

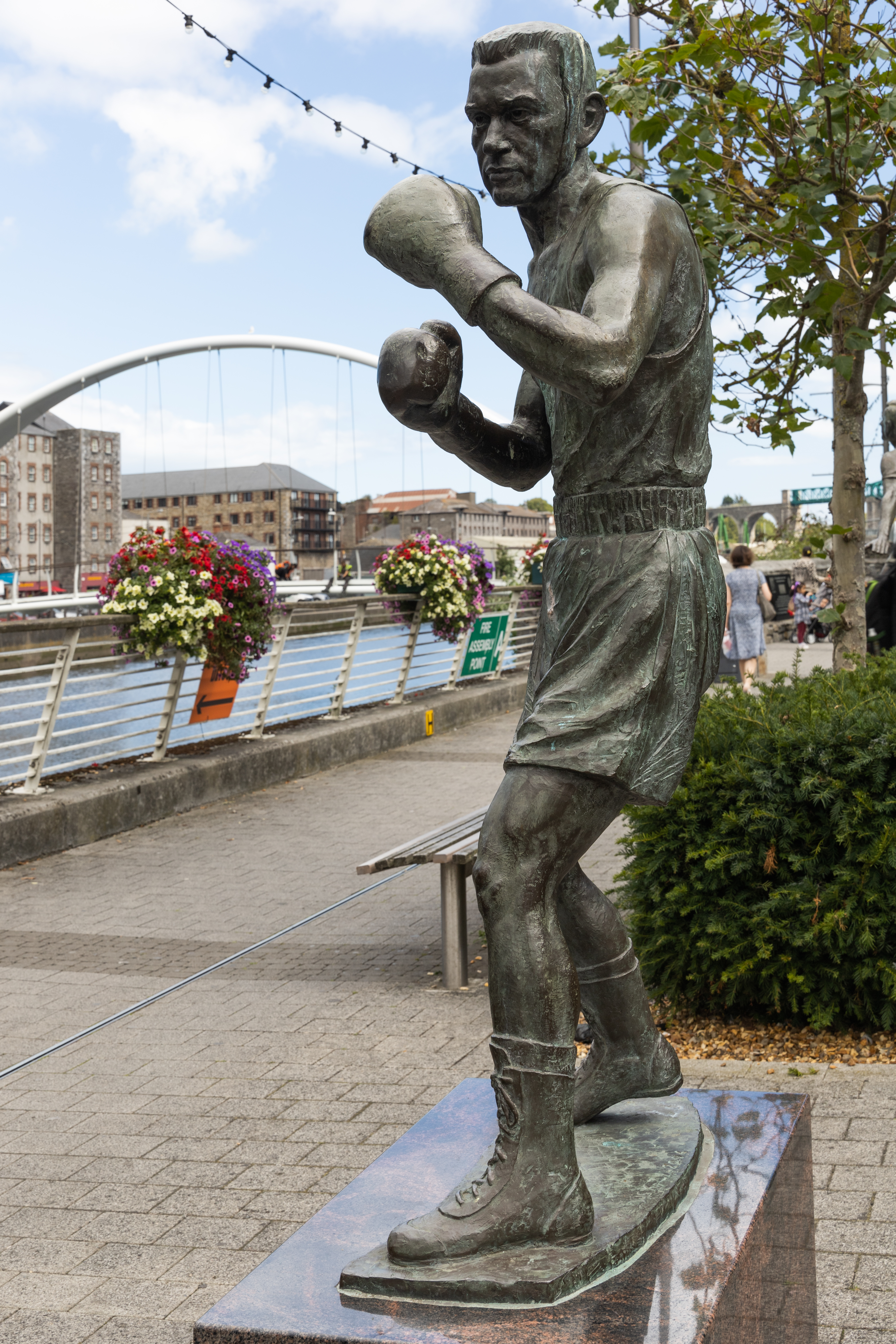
مجسمهٔ تونی برن، بوکسور اهل ایرلند - ۲۰۲۲

تونی برن (انگلیسی: Tony Byrne; ۶ ژوئیهٔ ۱۹۳۰ – ۲۷ آوریل ۲۰۱۳) ورزشکار بوکس اهل جمهوری ایرلند بود.
وی در مسابقات کشوری و بین‌المللی در مجموع برندهٔ ۱ مدال برنز شده‌است.